# 라인란트 진주

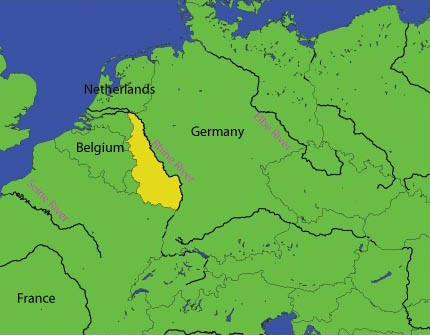
라인강을 따라 베르사유 조약에 따라 정의된 라인란트의 위치

라인란트 진주(독일어: Rheinlandbesetzung, 발음 [ˈʁaɪ̯nlantˌbəˈzɛtsʊŋ])은 1936년 3월 7일 나치 독일 군대가 라인란트에 진입하면서 시작된 구사 행위로, 이는 베르사유 조약과 로카르노 조약에 정면으로 위배되는 행위이다. 당시 프랑스와 영국은 군사적 대응을 할 준비가 되어 있지 않았기 때문에 아무런 조치도 취하지 않았다. 1939년 이후 평론계는 1936년에 강력한 군사적 조치가 있었다면 독일의 독재자 아돌프 히틀러의 팽창주의 계획이 좌절되었을 것이라고 자주 언급했다. 그러나 최근 역사학에서는 영국과 프랑스 양국에서 대중과 엘리트 모두 군사 개입에 강하게 반대했으며, 어느 쪽도 군대 투입 준비가 되어 있지 않았다는 점에 동의한다.
제1차 세계 대전이 끝난 후 라인란트는 연합국의 점령하에 놓였다. 1919년 베르사유 조약에 따라 독일군은 라인강 서쪽의 모든 영토 또는 라인강 동쪽 50 km 이내 지역에서 군사 활동이 금지되었다. 1925년 로카르노 조약은 라인란트의 영구적인 비무장 상태를 재확인했다. 1929년 독일 외무장관 구스타프 슈트레제만은 연합군 철수를 협상했다. 마지막 병력은 1930년 6월 라인란트에서 철수했다.
나치 정권이 1933년 1월 집권한 후, 독일은 재무장과 라인란트 재무장을 추진하기 시작했다. 1936년 3월 7일, 프랑스-소련 상호원조조약을 구실로 삼아 히틀러는 국방군에게 2만 명의 독일군을 라인란트로 진군시키도록 명령했으며, 이는 독일 전역에서 환호하는 축제로 이어졌다. 전쟁 위험을 감수하려 하지 않았던 프랑스 정부와 영국 정부는 조약 시행을 단념하기로 결정했다.
라인란트 재무장과 독일 재무장 선언은 라인란트의 비무장 상태로 인해 막혔던 서유럽에서의 독일의 공격 정책을 허용함으로써 유럽 내 세력 균형을 프랑스와 그 동맹국에서 독일 쪽으로 변화시켰다.
영국과 프랑스가 개입하지 않은 사실은 히틀러에게 두 나라 모두 나치 외교 정책에 방해가 되지 않을 것이라는 믿음을 주었다. 이는 그가 독일의 전쟁 준비와 유럽 지배 속도를 가속화하기로 결정하게 만들었다. 1936년 3월 14일, 뮌헨에서의 연설에서 히틀러는 "어떤 위협이나 경고도 내가 나의 길을 가는 것을 막을 수 없다. 나는 몽유병 환자의 본능적인 확실성으로 섭리가 내게 지정한 길을 따른다"고 말했다.

## 배경

### 베르사유 및 로카르노 조약

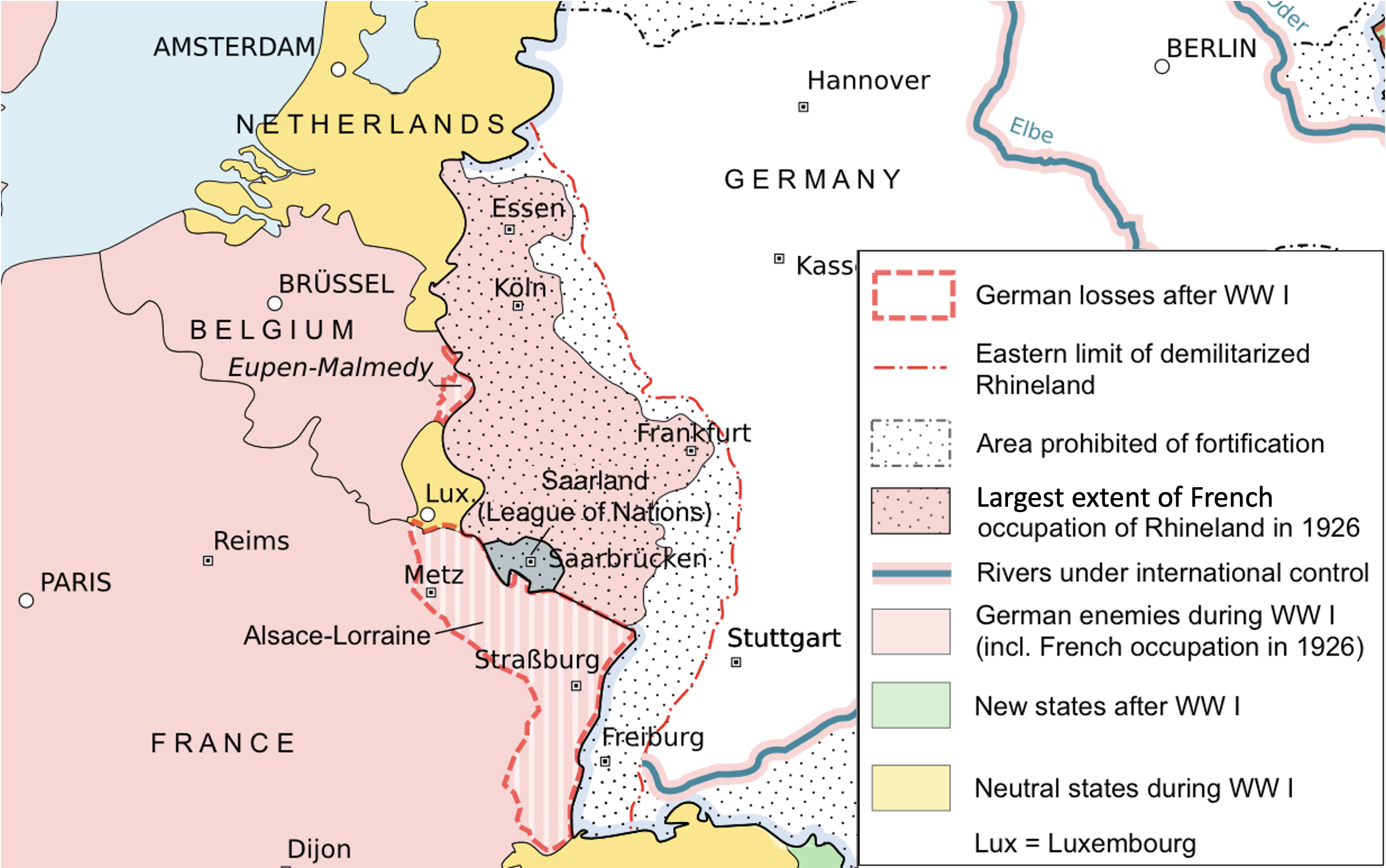
제1차 세계 대전 이후 (1919년~1926년) 프랑스와 독일 국경.

제1차 세계 대전 후 연합국이 독일에 부과한 1919년 베르사유 조약 제42, 43, 44조에 따르면, 독일은 "라인강 좌안 또는 라인강 동쪽으로 50킬로미터 떨어진 선의 서쪽에 어떠한 요새도 유지하거나 건설하는 것이 금지"되었다. 만약 해당 조항을 "어떠한 방식으로든" 위반할 경우, 이는 "적대 행위를 저지르는 것으로 간주되며... 세계 평화를 교란하는 행위로 간주"된다. 1925년 10월 독일, 프랑스, 벨기에, 이탈리아, 영국이 서명한 로카르노 조약은 라인란트가 영구적으로 비무장 상태를 유지해야 한다고 명시했다. 로카르노는 딕타트로 여겨진 베르사유 조약과는 달리 라인란트의 비무장 상태를 독일이 자발적으로 수용한 점에서 중요하게 여겨졌다. 로카르노 조약의 조건에 따르면 영국과 이탈리아는 프랑스-독일 및 벨기에-독일 국경과 라인란트의 계속적인 비무장 상태를 "명백한 위반"에 대해 막연하게 보장했다. 독일에 대한 프랑스의 공격은 로카르노 조약에 따라 영국과 이탈리아가 프랑스를 지원하도록 요구했고, 독일에 대한 프랑스의 공격은 영국과 이탈리아가 독일을 지원하도록 요구했다. 미국의 역사가 거하드 와인버그는 라인란트의 비무장 상태를 "유럽 평화의 가장 중요한 단일 보증"이라고 불렀다. 이는 독일이 서쪽 이웃 국가들을 공격하는 것을 막았고, 비무장 지대가 독일을 서쪽에서 무방비 상태로 만들었기 때문에 독일이 동유럽의 프랑스 동맹 시스템에 의해 보장된 국가, 즉 코르동 사니테르를 침공하려 할 경우 파괴적인 프랑스 공세에 노출되어 동쪽 이웃 국가들을 공격하는 것을 불가능하게 만들었다.
베르사유 조약은 또한 1935년까지 연합군이 라인란트에서 철수할 것을 명시했다. 헤이그 독일 전쟁 배상금 회의에서 영국 대표단은 영국과 프랑스 군대가 라인란트에서 철수하는 대가로 독일이 지불하는 배상금 액수를 줄이는 것을 제안했다. 마지막 영국 군인은 1929년 말에 떠났고, 마지막 프랑스 군인은 1930년 6월에 철수했다.
프랑스가 라인란트를 계속 점령하는 동안, 이는 프랑스가 독일의 노골적인 재무장 시도에 라인란트 합병으로 대응할 수 있는 일종의 "담보" 역할을 했다. 1930년 6월 마지막 프랑스 군인이 라인란트를 떠나자, 라인란트는 더 이상 "담보" 역할을 할 수 없게 되어 독일 재무장의 문이 열렸다. 1929년 프랑스의 마지노선 건설 결정은 1930년대 언젠가 대규모 독일 재무장이 시작될 것이며, 라인란트가 조만간 재무장될 것이라는 프랑스의 암묵적인 인정이었다. 되지엠 뷔로의 정보에 따르면 독일은 1920년대 내내 소련의 상당한 도움을 받아 베르사유 조약을 위반하고 있었다. 프랑스 군대가 라인란트에서 철수하면서 독일은 베르사유 조약을 더욱 노골적으로 위반할 것으로 예상되었다. 마지노선은 차례로 프랑스 안보 측면에서 라인란트 비무장 지대의 중요성을 감소시켰다.

### 외교 정책
파시스트 이탈리아의 외교 정책은 모든 주요 강대국으로부터 "등거리" 입장을 유지하고, 이탈리아가 선택한 강대국이 유럽의 세력 균형을 결정적으로 바꿀 수 있도록 "결정적 영향력"을 행사하는 것이었다. 이러한 동맹의 대가는 유럽 및 아프리카에서의 이탈리아의 야망에 대한 지원이었다.
소련의 외교 정책 목표는 이오시프 스탈린이 1925년 1월 19일 연설에서 밝힌 바와 같이, 자본주의 국가들 사이에 또 다른 세계 대전이 발발할 경우 "우리는 마지막에 참전하여 우리의 결정적인 비판적 영향력을 행사할 것이다"라는 것이었다. 이 목표, 즉 공산주의의 세계적 승리를 촉진하기 위해 소련은 독일의 베르사유 체제 도전 노력을 지원하는 경향이 있었고, 이는 독일의 비밀 재무장을 돕는 정책으로 프랑스와 많은 긴장을 유발했다.
러시아-프랑스 관계의 추가적인 요인은 러시아 부채 문제였다. 1917년 이전에는 프랑스가 러시아 제국에 대한 최대 투자자였고 러시아 부채의 최대 구매자였다. 따라서 1918년 블라디미르 레닌의 모든 부채를 파기하고 러시아인 또는 외국인이 소유한 모든 사유 재산을 몰수하기로 한 결정은 프랑스 기업과 금융에 상당히 큰 타격을 입혔다. 러시아 부채 파기와 소련 국유화 정책으로 영향을 받은 프랑스 기업에 대한 보상 문제는 1930년대 초까지 프랑스-소련 관계를 악화시켰다.
전간기 프랑스 외교의 초석은 동유럽의 코르동 사니테르였으며, 이는 소련과 독일 양쪽 모두 동유럽에서 배제시키기 위한 것이었다. 그리하여 프랑스는 1921년 폴란드와, 1924년 체코슬로바키아와, 1926년 루마니아와, 1927년 유고슬라비아와 동맹 조약을 체결했다. 코르동 사니테르 국가는 프랑스의 주요 동방 동맹국으로서 러시아 제국을 집단적으로 대체하고 프랑스의 정치, 군사, 경제, 문화적 영향력 지역으로 부상하는 것을 목표로 했다.
코르동 사니테르 국가는 독일의 공격이 프랑스가 서부 독일로 공세를 시작함으로써 대응할 것이라고 항상 가정했다.
1933년 이전까지 독일 군사 및 외교 지도자들은 라인란트의 비무장 상태를 일시적인 것으로 간주했으며, 외교적으로 유리할 때 재무장할 목표를 가지고 있었다. 1918년 12월, 독일의 최고 장성들은 군대를 "국가 내의 국가"로 보며 지난 전쟁에서 놓친 "세계 강국 지위"를 달성하기 위해 군대를 재건하려 했다. 1920년대와 1930년대 초 내내 국가방위군은 프랑스와 폴란드와의 전쟁을 계획했으며, 라인란트 재무장을 예상했다. 이에 대비하여 정부는 병영을 유지하고, 군사 물자를 비밀리에 저장했으며, 국경을 따라 다용도 탑을 건설했다.
1919년부터 1932년까지 영국의 국방비 지출은 10년 규칙에 따라 10년 동안 주요 전쟁이 없을 것으로 예상하여 군사력을 심각하게 약화시켰다. 비록 완전히 거부되지는 않았지만, 영국은 특히 독일을 상대로 유럽 대륙에 대규모 군대를 배치하는 "대륙을 향한 약속"에 대해 주저했는데, 이는 제1차 세계 대전의 막대한 손실 때문이었다. 전간기 동안 영국은 동유럽에서의 안보 약속에 대해 경계했는데, 그 지역이 그들을 원치 않는 분쟁으로 끌어들일 수 있다고 보았다. 그들의 준비 태세는 주로 서유럽에서의 제한된 교전으로 확대되었다.
1925년 영국 외무장관 오스틴 체임벌린 경은 로카르노에서 폴란드 회랑이 "영국 척탄병 한 명의 뼈조차도 가치 없다"고 말했다. 결과적으로 체임벌린은 폴란드 회랑을 독일에 반환할 것을 제안했고 독일-폴란드 국경을 보장하지 않았다. 심지어 로카르노에서의 그들의 약속도 잠정적이었는데, 로카르노 위반 시 독일, 프랑스, 이탈리아와의 군사적 논의를 금지하는 화이트홀의 제한으로 분명히 드러났다.
전반적으로 1920년대와 1930년대 영국의 외교 정책은 유화정책을 선호하여 베르사유 체제를 독일에게 유리하게 조정함으로써 평화를 확보하려 했다. 로카르노에서 영국의 주요 목표는 독일의 동유럽 내 평화적 영토 야망을 가능하게 하는 것이었고, 프랑스-독일 관계 개선이 프랑스의 코르동 사니테르를 약화시킬 것이라고 믿었다.
프랑스가 독일과의 관계 개선을 대가로 동유럽의 동맹국을 버리자, 폴란드와 체코슬로바키아는 독일의 요구에 맞춰 주데텐란트, 폴란드 회랑, 단치히 자유시(현재 폴란드 그단스크) 등 독일이 주장하는 영토를 넘겨줌으로써 평화를 유지해야만 했다. 영국은 프랑스의 힘을 과장하는 경향이 있었고, 심지어 보통 친프랑스였던 외무차관 로버트 "밴" 밴시타트 경조차도 1931년에 영국이 유럽에서의 프랑스의 "견딜 수 없는" 지배에 직면했으며 프랑스의 힘에 균형을 맞추기 위해 독일의 힘을 부활시켜야 한다고 썼다.
화이트홀은 독일의 강세에 직면한 프랑스의 경제적, 인구학적 약점을 거의 인식하지 못했다. 예를 들어, 독일은 프랑스보다 인구가 훨씬 많았고 경제 규모도 컸으며 프랑스가 황폐화되었음에도 불구하고 제1차 세계 대전 동안 거의 피해를 입지 않았다.

## 유럽 상황 (1933년~1936년)

### 외교
1933년 3월, 독일 국방장관 베르너 폰 블롬베르크 장군은 재무장을 위한 계획을 수립했다. 1933년 가을에는 재무장을 준비하기 위해 라인란트의 준군사 조직인 란트폴리차이 부대에 비밀 군사 훈련과 군사 무기를 제공하기 시작했다. 1935년 3월 루트비히 베크 장군의 동유럽에서 독일의 레벤스라움 (생활 공간) 확보 필요성에 대한 메모는 외교적으로 가능해지면 재무장이 이루어져야 한다는 점을 인정했다. 독일 군사, 외교, 정치 엘리트들은 일반적으로 1937년 이전에는 재무장이 불가능할 것이라고 믿었다.
1933년 1월 독일 정권 교체는 런던에 경보를 울렸지만, 히틀러의 장기적 의도에 대한 상당한 불확실성이 있었고, 이는 1939년까지 영국 대독일 정책의 많은 부분을 지탱했다. 영국은 히틀러가 단지 베르사유 조약을 뒤집으려는 것인지 아니면 유럽을 지배하려는 목표를 가지고 있는지 결코 확신할 수 없었다. 영국 대독일 정책은 베르사유 조약에 대한 독일의 "합법적인" 불만을 다루는 "일반적인 합의"를 추구하는 양면 정책이었지만, 영국은 히틀러가 전쟁을 선택하는 것을 막고 최악의 경우 히틀러가 정말로 유럽을 정복하려 한다면 영국이 준비될 수 있도록 협상력을 강화하기 위해 재무장할 것이었다. 1934년 2월, 국방 요구 위원회의 비밀 보고서는 독일을 영국 재무장이 지향해야 할 "궁극적인 잠재적 적"으로 식별했다. 비록 영국 도시에 대한 독일의 폭격 가능성이 영국 해협 건너편에 우호적인 세력을 두는 것의 중요성을 증가시켰지만, 많은 영국 의사결정자는 "대륙 약속"이라는 아이디어에 대해 노골적으로 적대적이지는 않더라도 냉담했다. 1934년 영국 재무장이 시작되었을 때, 육군은 공군과 해군 다음으로 자금 지원에서 가장 낮은 우선순위를 받았는데, 이는 부분적으로 "대륙 약속" 옵션을 배제하기 위함이었다. 점차 영국은 "제한적 책임"이라는 아이디어를 선호하게 되었는데, 이에 따르면 "대륙 약속"이 이루어질 경우 영국은 가능한 한 가장 작은 원정군만 유럽에 파견하고 주요 노력은 공중 및 해상전에 집중해야 했다. 영국이 제1차 세계 대전과 동일한 규모로 대륙을 향한 약속을 거부한 것은 프랑스와의 긴장을 유발했는데, 프랑스는 또 다른 대규모 지상군 없이는 독일을 물리칠 수 없을 것이라고 믿었으며, 자신들의 영토에서 대부분의 전투를 수행해야 한다는 생각을 극도로 싫어했다.
1934년 프랑스 외무장관 루이 바르투는 독일을 포위할 동맹 체계를 구축함으로써 독일의 잠재적 침략을 종식시키기로 결정했다. 바르투는 소련과 이탈리아에 접근했다. 1933년까지 소련은 독일의 베르사유 체제 도전을 지지했지만, 독일 정권의 강력한 반공주의와 레벤스라움 주장은 소련이 베르사유 체제 유지를 향해 입장을 바꾸도록 이끌었다. 1933년 9월, 소련은 1921년에 시작된 독일의 비밀 재무장에 대한 지원을 중단했다. 집단 안보를 명분으로, 소련 외무인민위원 막심 리트비노프는 소련 지도부가 독일을 "노예화"하려는 자본주의 음모라고 비난했던 베르사유 체제를 칭찬하기 시작했다.
1920년대, 이탈리아 총리 베니토 무솔리니는 오스트리아의 우익 보국단("향토 방위") 운동을 보조하기 시작했고, 1933년 3월 오스트리아 총리 엥겔베르트 돌푸스가 독재 권력을 장악한 후 오스트리아는 이탈리아의 영향권에 들었다. 오스트리아 정부가 독일의 지원을 받아 반동적인 돌푸스 정권에 맞서 일으킨 오스트리아 나치의 테러 작전은 돌푸스를 전복하여 안슐루스를 달성하려는 목표를 가지고 있었고, 이는 로마와 베를린 사이에 상당한 긴장을 유발했다. 무솔리니는 히틀러에게 오스트리아가 독일이 아닌 이탈리아의 영향권에 있으며, 독일은 이탈리아의 보호를 받는 돌푸스를 전복하려는 시도를 중단해야 한다고 여러 차례 경고했다. 1934년 7월 25일, 빈에서 발생한 7월 반란 사건으로 돌푸스가 오스트리아 SS에게 암살되고 오스트리아 나치는 안슐루스가 임박했다고 발표했다. 오스트리아 나치는 오스트리아 전역에서 권력을 장악하려 시도했고, 바이에른에 기반을 둔 SS 오스트리아 군단은 독일-오스트리아 국경을 따라 국경 초소를 공격하기 시작했으며, 이는 침공의 시작처럼 보였다. 이에 무솔리니는 이탈리아군을 동원하여 브레너 고개에 여러 사단을 집결시키고, 히틀러에게 반란 이후 오스트리아를 침공하려 할 경우 이탈리아가 독일에 맞서 전쟁을 벌일 것이라고 경고했다. 오스트리아 태생인 히틀러는 자신의 고향이 독일 외 다른 어떤 강대국의 영향권에 있다는 무솔리니의 직설적인 주장에 깊은 모욕감을 느꼈지만, 굴욕적인 후퇴 외에는 아무것도 할 수 없는 처지임을 깨달았다. 그는 자신이 명령한 반란을 취소해야 했고, 오스트리아를 침공하여 오스트리아 정부가 오스트리아 나치의 쿠데타 시도를 진압하는 것을 막을 수 없었다는 사실에 혐오감을 느꼈다.
바르투가 1934년 10월 9일 암살된 후, 소련 및 이탈리아와 반독일 동맹을 구축하려는 그의 노력은 후임자인 피에르 라발에서 계속되었다. 1935년 1월 7일 로마 정상회담에서 라발은 무솔리니에게 이탈리아가 '아프리카의 뿔'에서 "자유로운 손"을 가졌으며, 프랑스는 아비시니아(현재 에티오피아)에 대한 이탈리아의 침공에 반대하지 않을 것이라고 사실상 말했다. 1935년 4월 14일, 영국 총리 램지 맥도널드, 프랑스 총리 피에르 라발, 이탈리아 총리 베니토 무솔리니는 스트레사에서 만나 스트레사 전선을 결성하여 1935년 3월 독일이 더 이상 베르사유 조약 제5부 또는 제6부를 준수하지 않을 것이라고 선언한 이후 독일의 추가적인 베르사유 조약 위반에 반대했다. 1935년 봄에는 프랑스와 이탈리아 간에 반독일 군사 동맹 결성을 목표로 한 공동 참모 회담이 시작되었다. 1935년 5월 2일, 라발은 모스크바로 가서 소련과 동맹 조약을 체결했다. 즉시 독일 정부는 프랑스-소련 상호원조조약에 대해 폭력적인 언론 캠페인을 시작했으며, 이는 로카르노 조약 위반이자 독일을 포위하여 엄청난 위험에 빠뜨리는 것이라고 주장했다.
1935년 5월 21일 히틀러의 "평화 연설"에서 그는 "특히 그들[독일인]은 로카르노 조약에서 발생하는 모든 의무를 지지하고 이행할 것이며, 다른 당사자들이 그 조약에 따라 행동할 준비가 되어 있는 한 그렇게 할 것이다"라고 말했다. 히틀러의 연설에서 이 대사는 외무장관 콘스탄틴 폰 노이라트 남작이 작성한 것으로, 1935년 3월 독일이 무장해제된 베르사유 조약 제5부를 비난한 것에 대해 위협을 느낀 외국 지도자들을 안심시키려는 의도였다. 한편 노이라트는 라인란트의 궁극적인 재무장을 위한 문을 열기 위해 다른 강대국도 동일하게 행동하는 경우에만 로카르노 조약을 준수하겠다는 약속을 유보했다. 히틀러는 항상 독일이 베르사유 조약의 딕타트에 구속되지 않는다고 생각했지만, 라인란트의 영구적인 비무장화를 약속했던 로카르노와 같이 자신이 자발적으로 서명한 어떤 조약도 존중할 것이라는 입장을 취했다. 따라서 히틀러는 자신의 "평화 연설"에서 항상 베르사유가 아닌 로카르노를 준수하겠다고 약속했다.

### 아비시니아 위기
1935년 6월 7일, 맥도널드는 총리직에서 사임하고 스탠리 볼드윈이 뒤를 이었다. 1935년 10월 3일, 이탈리아가 에티오피아를 침공하면서 제2차 이탈리아-에티오피아 전쟁이 시작되었다. 영국 정부는 집단안전보장을 지지하는 여론에 힘입어 국제연맹을 통해 이탈리아에 대한 제재를 옹호했다.
집단안보에 대한 영국의 이러한 입장은 프랑스와의 긴장을 유발했다. 프랑스는 나치 독일에 대한 안보 문제를 우선시했고, 에티오피아를 희생하더라도 이탈리아와의 스트레사 전선을 유지하기를 희망했다. 이탈리아에 대한 제재 부과에 대한 프랑스의 주저함은 파리와 런던 간의 전략적 분열을 드러냈다. 이어진 외교적 긴장은 독일에 라인란트 재무장을 고려할 기회를 제공했다.
호어-라발 협정이라는 에티오피아를 이탈리아와 에티오피아 잔존 국가로 분할하자는 논란의 여지가 있는 제안이 유출되면서 상황의 복잡성은 더욱 심화되었다. 이 제안이 폭로되자 영국과 프랑스 양국에서 강력한 부정적 반응이 일어났고, 결국 영국 외무장관 새뮤얼 호어는 사임했다.
한편, 독일은 아비시니아 위기 동안 이탈리아를 지원하여 이탈리아-독일 관계를 더욱 강화했다. 이러한 관계의 변화는 영국과 프랑스 간의 외교적 마찰과 결합되어 라인란트에 대한 독일의 움직임을 위한 무대를 마련했다.

## 독일의 재무장

### 노이라트와 비밀 정보
영국 외무장관 앤서니 이든은 1940년까지 독일이 국제연맹에 재가입하고, 군비 제한을 수용하며, 만약 라인란트 재무장, 옛 아프리카 식민지 회복, "다뉴브 강을 따라 경제적 우선권"을 가질 수 있다면 유럽 영토 주장을 포기할 것이라고 믿었다. 외무부의 랄프 위그램은 폭격에 대한 "항공 협정"과 안정적인 국경에 대한 독일의 약속을 대가로 독일의 라인란트 재무장을 허용할 것을 제안했지만, 이 아이디어는 추진력을 얻지 못했다. 이든은 1920년대의 안정으로 돌아가 히틀러가 바이마르 공화국의 슈트레제만처럼 외교적으로 행동하게 할 "일반적인 합의"를 목표로 했다.
1936년 1월, 프랑스 총리 피에르 라발은 프랑스-소련 상호원조조약 비준을 제출했다. 그 달 말, 런던 방문 중 노이라트는 이든에게 다른 서명국들이 그 정신에 위배되는 양자 협정을 체결한다면 독일이 로카르노 조약에 대한 입장을 재고할 것이라고 통보했다. 이든의 이어진 반응은 노이라트에게 영국이 라인란트 재무장 시 프랑스에 대항하여 독일을 지지할 수도 있다는 인상을 주었다. 로카르노 조약에는 "당사국이 각자의 권리에 대해 분쟁 중인 모든 분쟁"의 중재를 요구하는 조항이 포함되어 있었다. 노이라트와 베른하르트 폰 뷔로 국무장관 모두 프랑스-소련 조약이 로카르노 협정을 위반했다고 느꼈지만 히틀러에게 중재를 구하는 것을 반대했는데, 이는 재무장의 구실을 없앨 것을 우려했기 때문이다. 노이라트가 1936년 초 로카르노의 중재 조항을 발동할 것을 암시했지만, 독일은 결코 그렇게 하지 않았다.
동시에 노이라트는 1936년 1월 10일 독일 외무부 공보국장 고트프리트 아쉬만으로부터 정보 보고서를 받았다. 아쉬만은 1936년 1월 초 파리 방문 중 라발 총리의 절친한 친구인 장 몽티니라는 프랑스 하급 정치인과 대화했는데, 몽티니는 프랑스의 경제 문제가 프랑스 군 현대화를 지연시켰으며, 독일이 라인란트를 재무장해도 프랑스는 아무것도 하지 않을 것이라고 솔직하게 언급했다. 노이라트는 아쉬만의 보고서를 히틀러에게 전달하지 않았지만, 그는 그 보고서를 높이 평가했다. 노이라트는 나치 정권 내에서 자신의 입지를 개선하려 노력하고 있었는데, 라인란트 위기 동안 히틀러에게 프랑스가 아무것도 하지 않을 것이라고 반복적으로 확신시키면서도 그 자신감의 출처를 히틀러에게 말하지 않음으로써, 노이라트는 놀라운 직관력을 지닌 외교관으로 비춰졌고, 이는 히틀러와의 관계에서 그의 위상을 높였다. 전통적으로 독일에서 외교 정책은 외무부(Auswärtiges Amt)의 업무였지만, 1933년부터 노이라트는 다양한 나치당 기관들이 외무부와는 독립적으로, 종종 반대되는 자체 외교 정책을 수행하기 시작하면서 나치 "외교 간섭자"의 위협에 직면했다. 가장 심각한 "외교 간섭자"는 요아힘 폰 리벤트로프가 이끄는 일종의 대체 외무부로, 나치당과 느슨하게 연결되어 있었으며 매번 외무부의 업무를 적극적으로 훼방 놓으려 했다. 디엔스트슈텔레 리벤트로프와 외무부 사이의 경쟁을 더욱 악화시킨 것은 노이라트와 리벤트로프가 서로를 극도로 싫어했다는 사실이었다. 리벤트로프는 자신이 노이라트보다 훨씬 나은 외무장관이 될 것이라고 공공연히 밝혔고, 노이라트는 리벤트로프를 자신과 상관없는 일에 간섭하는 절망적으로 무능한 아마추어 외교관으로 보았다.

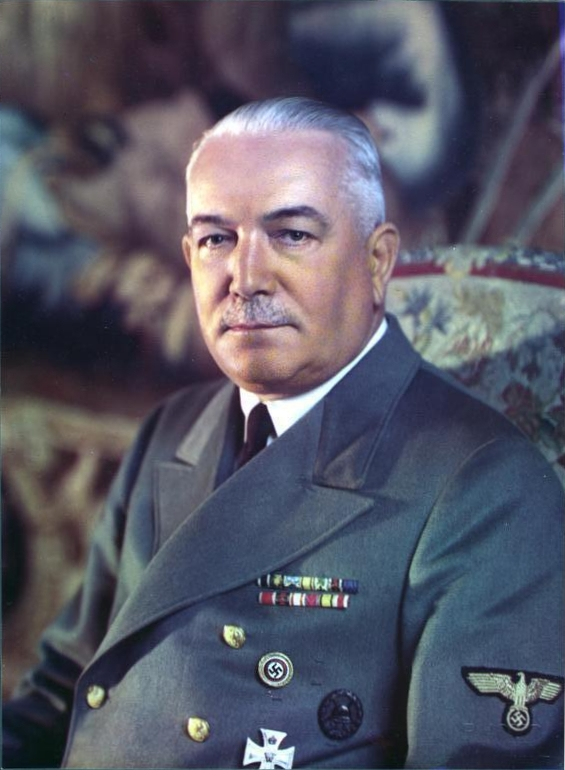
1939년 콘스탄틴 폰 노이라트 남작. 1936년 외무장관으로서 노이라트는 재무장으로 이어진 독일의 의사결정에서 결정적인 역할을 했다.

### 재무장 결정
1936년 1월, 히틀러는 라인란트 재무장 계획을 1937년에서 1936년으로 앞당겼다. 이 결정은 프랑스의 프랑스-소련 조약 비준, 파리의 정치적 불안정, 독일의 경제적 어려움, 그리고 제2차 이탈리아-에티오피아 전쟁으로 인한 혼란으로 스트레사 전선이 약화된 등 여러 요인에 영향을 받았다.
프랑스 대사 앙드레 프랑수아-퐁세는 1936년 1월 외무부 국무장관 베른하르트 폰 뷔로 왕자에게 독일이 라인란트에 군대를 다시 보낼 계획이라고 비난하며 맞섰다. 그러나 이 정보는 영국이나 프랑스와 공유되지 않았다.
이탈리아의 베니토 무솔리니는 이탈리아의 에티오피아 전쟁과 관련된 제재에 불만을 표하며 오스트리아-독일 협정을 원한다는 의사를 표명했고, 이는 이탈리아-독일 관계 개선의 가능성을 시사했다.
1936년 2월, 알베르 사로트 휘하의 임시 정부가 파리에서 집권했지만, 그 다양한 구성으로 인해 의사결정 마비가 초래되었다.
히틀러는 2월 말 요아힘 폰 리벤트로프와 노이라트에게 라인란트 재무장에 대한 잠재적인 국제적 반응에 대해 문의했다. 리벤트로프는 즉각적인 행동을 옹호했지만, 노이라트는 조용한 외교가 재무장을 보장할 것이라고 믿었다.
2월 12일, 히틀러는 전쟁 장관 베르너 폰 블롬베르크 원수에게 자신의 의도를 알렸다. 참모총장 루트비히 베크 장군은 히틀러에게 독일군이 프랑스군과의 충돌에 제대로 준비되지 않았다고 경고했다.
히틀러는 알지 못했지만, 이든은 2월 중순에 프랑스 외무부(Quai d'Orsay)에 편지를 보내 해당 지역의 권리 포기 협상을 제안했다. 이든은 이것이 중앙 및 동유럽에서 프랑스의 영향력을 약화시킬 것이라고 믿었다.
노이라트는 프랑스-소련 조약에 대한 대응으로 재무장을 정당화하는 문서를 작성했으며, 로카르노 조약의 "명백한 위반"을 피하기 위해 소규모 병력 주둔을 권고했다.
한편, 괴링은 프랑스가 재무장에 대응하여 전쟁을 결정할 경우 폴란드가 중립을 유지하도록 요청하기 위해 바르샤바로 갔다.
역사가들은 히틀러의 결정에 대해 논쟁한다. "의도주의자" 역사가는 이를 히틀러의 세계 정복 계획의 일부로 보는 반면, "기능주의자" 역사가는 이를 1936년 경제 문제에 대한 즉흥적인 대응으로 본다.
2월 26일, 프랑스 국민의회는 프랑스-소련 조약을 비준했다. 2월 27일, 히틀러는 괴링과 괴벨스와 재무장에 대해 논의하며 "아직 좀 이르다"고 결론 내렸다.
2월 29일 출판된 베르트랑 드 주브넬과의 히틀러 인터뷰는 재무장의 책임을 프랑스 정부에 전가하려는 목적이었다. 히틀러는 최종적으로 3월 1일에 결정을 내렸는데, 이는 부분적으로 국제연맹의 이탈리아에 대한 석유 제재 논의로 인해 아비시니아 위기에 집중된 영향도 있었다.

### 국방군 진군
1936년 3월 7일 새벽 직후, 독일 보병 19개 대대와 소수의 루프트바페 항공기가 라인란트로 진입했다. 이로써 독일은 베르사유 조약 제42조, 43조와 로카르노 조약 제1조, 2조를 위반했다. 이들은 오전 11시까지 라인강에 도달했으며, 이후 3개 대대가 라인강 서안으로 넘어갔다. 동시에 콘스탄틴 폰 노이라트 남작은 이탈리아 대사 베르나르도 아톨리코 남작, 영국 대사 에릭 핍스 경, 프랑스 대사 앙드레 프랑수아-퐁세를 빌헬름슈트라세로 소환하여 프랑스가 프랑스-소련 조약을 비준함으로써 로카르노를 위반했다고 비난하는 각서를 전달하고, 이에 따라 독일이 로카르노를 파기하고 라인란트를 재무장하기로 결정했음을 발표했다.
독일 수색정찰대가 프랑스 군인 수천 명이 프랑스-독일 국경에 집결하고 있음을 알게 되자, 블롬베르크 장군은 히틀러에게 독일군을 철수시키라고 간청했다. 블롬베르크의 영향으로 히틀러는 거의 독일군 철수 명령을 내릴 뻔했으나, 단호하게 침착한 노이라트의 설득으로 동계 훈련 작전을 계속 진행하기로 결정했다. 노이라트의 조언에 따라 히틀러는 프랑스군이 실제로 국경을 넘었는지 물었고, 넘지 않았다는 보고를 받자 블롬베르크에게 프랑스군이 넘을 때까지 독일이 기다릴 것이라고 확신시켰다. 동계 훈련 작전 내내 매우 초조해했던 블롬베르크와는 대조적으로 노이라트는 침착함을 유지하며 히틀러에게 계획대로 진행할 것을 강력히 촉구했다.
라인란트 쿠데타는 히틀러가 최소한의 노력으로 저지될 수 있었던 순간으로 종종 여겨진다. 당시 이 작전에 참여한 독일군은 훨씬 더 크고 당시 더 강력했던 프랑스군에 비해 소규모였다. 미국의 언론인 윌리엄 L. 샤이러는 만약 프랑스가 라인란트로 진군했다면,
...1936년 3월, 두 서구 민주주의 국가들은 심각한 전쟁의 위험 없이 군국주의적이고 공격적인 전체주의 독일의 부상을 막을 수 있는 마지막 기회를 얻었으며, 사실 – 히틀러가 인정했듯이 – 나치 독재자와 그의 정권을 무너뜨릴 수 있었다. 그들은 기회를 놓쳤다.

이 위기 당시 벤들러슈트라세에 배치된 독일 장교는 스페인 내전 중 H. R. 니커보커에게 이렇게 말했다. "우리는 프랑스가 진군하면 끝장이라는 것을 알고 있었다. 우리는 요새도 없었고, 프랑스에 필적할 만한 군대도 없었다. 프랑스가 동원령만 내렸어도 우리는 후퇴할 수밖에 없었을 것이다." 이 장교는 참모부가 히틀러의 행동을 자살 행위로 간주했다고 말했다. 제2차 세계 대전 후 프랑스 장교들에게 심문받은 독일 장군 하인츠 구데리안은 "만약 당신들 프랑스인이 1936년에 라인란트에 개입했다면 우리는 침몰했을 것이고 히틀러는 무너졌을 것이다"라고 주장했다.
히틀러가 심각한 반대에 직면했다는 주장은 루트비히 베크와 베르너 폰 프리취가 실제로 히틀러의 반대자가 되었다는 사실에서 분명한 무게를 얻는 듯하지만, 미국의 역사가 어니스트 R. 메이에 따르면 이 단계에서는 이에 대한 증거가 없다고 한다. 메이는 독일 육군 장교단은 모두 라인란트 재무장에 찬성했으며, 단지 그 시점의 문제만이 히틀러와 그들을 갈라놓았다고 썼다.
1936년 초 히틀러와 그의 장성들 간의 관계에 대해 쓴 미국의 역사가 J.T. 에머슨은 다음과 같이 선언했다. "사실, 3제국의 12년 역사 동안 히틀러가 1935년과 1936년보다 그의 장성들과 더 우호적인 관계를 유지했던 적은 없었다. 이 시기에는 당 정책에 대한 조직적인 군사적 저항은 없었다." 이후 제2차 세계 대전에서 1942년 이후 독일의 절망적인 상황과 굴욕적인 패배의 연속에도 불구하고, 독일 국방군의 압도적인 다수는 나치 정권에 충성하며 1945년 파괴될 때까지 그 정권을 위해 격렬하게 싸웠다(유일한 예외는 1944년 7월 20일의 푸치로, 국방군의 소수만이 반란을 일으켰고 대다수는 충성했다). 독일이 1943년부터 전쟁에서 분명히 지고 있음에도 불구하고 국가사회주의 정권을 위해 계속 싸우고 죽으려는 국방군의 의지는 대부분의 국방군이 국가사회주의에 깊이 헌신했음을 반영한다.
게다가, 국방군의 고위 장교들은 히틀러에게 충성을 대가로 엄청난 뇌물을 받은 매우 부패한 인물이었다. 국방군이 국가사회주의 정권에 대한 강렬한 헌신과 부패한 고위 장교를 고려할 때, 1936년에 국방군이 라인란트에서 강제 철수했다면 국방군이 총통에게 등을 돌렸을 가능성은 낮다.

## 반응

### 독일

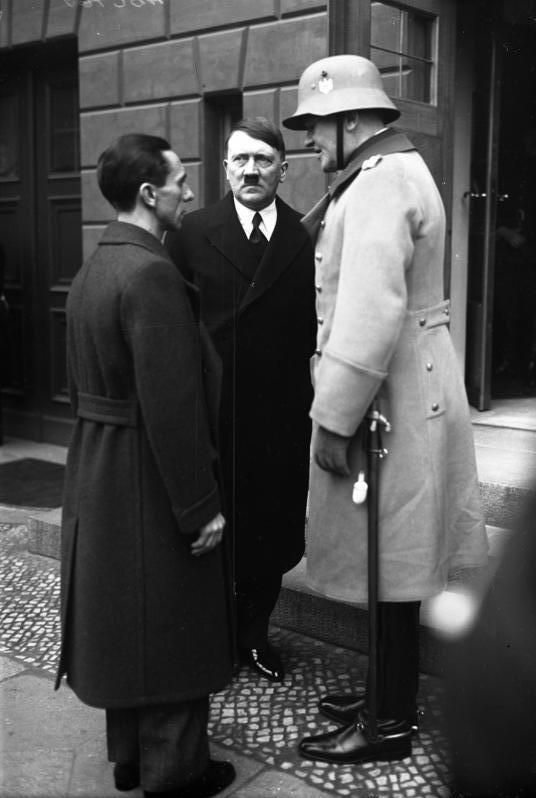
요제프 괴벨스, 히틀러, 베르너 폰 블롬베르크

1936년 3월 7일, 히틀러는 라이히스탁 앞에서 라인란트가 재무장되었음을 발표하며, 전쟁의 위험을 줄이기 위해 국제연맹에 복귀하고, 폭격을 전쟁 수단으로 금지하는 항공 협정, 그리고 다른 강대국들이 재무장을 받아들이는 경우 프랑스와 불가침 조약을 체결할 것을 제안했다. 라이히스탁 연설에서 히틀러는 베르사유 조약이 독일에 불공정하다는 긴 비난으로 시작하여 자신은 "아무와도 전쟁을 원치 않는 평화주의자"라고 주장했으며, 불공정하다고 여겨지는 베르사유 조약을 평화적으로 뒤집음으로써 독일에 대한 평등을 추구할 뿐이라고 역설했다.
베를린에서 연설을 보도한 허스트 통신사 기자 윌리엄 L. 샤이러는 자신의 일기에서 히틀러가 라이히스탁에 모인 의원들에게 독일군이 이미 라인란트에 진입했음을 갑자기 밝힌 순간을 다음과 같이 묘사했다.
그들은 소리 지르고 울면서 벌떡 일어섰다. 회랑의 청중도 마찬가지였다.... 그들의 손은 노예처럼 경례하며 들려 있었고, 얼굴은 히스테리로 일그러졌으며, 입은 크게 벌리고 소리 지르고, 또 소리 지르고, 광신으로 타오르는 눈은 새 신, 메시아에게 고정되어 있었다. 메시아는 자신의 역할을 훌륭하게 수행했다. 겸손한 듯 고개를 숙인 채, 그는 끈기 있게 침묵을 기다렸다. 그리고는 목소리를 여전히 낮게 깔았지만 감정으로 떨리는 목소리로 두 가지 맹세를 뱉었다.

"첫째, 우리는 우리 민족의 명예 회복에 있어 어떤 강요에도 굴복하지 않고, 항복하기보다는 명예롭게 가장 혹독한 고난에 굴복하는 것을 택할 것을 맹세합니다. 둘째, 우리는 지금 그 어느 때보다 유럽 민족들, 특히 서방 이웃 국가들과의 이해를 위해 노력할 것을 맹세합니다.... 우리는 유럽에서 어떠한 영토적 요구도 하지 않습니다!... 독일은 결코 평화를 깨뜨리지 않을 것입니다."

히틀러는 베르사유 조약 때문에 독일의 일부가 비무장화되어야 하는 반면, 세계의 다른 모든 국가에서는 정부가 자국 영토 내 어디든 군대를 명령할 수 있다는 것이 불공평하며, 자신이 원하는 것은 독일의 "평등"뿐이라고 주장했다.
그럼에도 불구하고 히틀러는 1925년 로카르노에서 슈트레제만이 평화의 대가로 약속했던 라인란트의 계속적인 비무장화를 받아들일 용의가 있었으나, 1935년의 프랑스-소련 조약이 독일에 위협적이었고 라인란트 재무장 외에는 다른 선택지가 없었다고 주장했다. 해외 여론을 의식하며 히틀러는 재무장이 누구를 위협하려는 의도가 아니라, 프랑스와 소련의 위협적인 행동으로 인해 독일에 부과된 방어적인 조치일 뿐이라고 강조했다.
윌리엄 샤이러는 자신의 일기에서 라인란트 진군을 '순전히 방어적'이라고 포장하려는 히틀러의 노력이 "순전한 사기였으며, 내가 용기나 미국 언론의 용기가 있었다면 오늘 밤 내 기사에서 그렇게 말했을 것이다. 하지만 나는 '논설'을 쓸 수는 없다.... 프랑수아 퐁세(프랑스 대사)는 오늘 밤 내 친구에게 자신이 하루 동안 독일 외무부에 의해 세 번이나 거짓말을 들었다고 말했다. 독일군은 처음에는 2,000명의 병력을 발표했고, 나중에는 '13개 포병 부대'를 포함한 9,500명이라고 말했다. 내가 받은 정보로는 4개 사단, 즉 약 5만 명의 병력을 보냈다고 한다."
적어도 일부 외국 사람들은 프랑스-소련 조약 때문에 히틀러가 이 조치를 취할 수밖에 없었다는 그의 주장을 받아들였다. 전 영국 총리 데이비드 로이드 조지는 영국 하원에서 프랑스-소련 조약 이후 히틀러의 행동은 전적으로 정당하며, 그가 조국을 보호하지 않았다면 독일에 대한 반역자였을 것이라고 말했다.
독일군이 쾰른에 진입하자 엄청난 환영 인파가 자발적으로 형성되어 군인들을 맞이하며 국방군에게 꽃을 던졌고, 가톨릭 사제는 군인들을 축복하겠다고 제안했다. 독일에서는 라인란트가 재무장되었다는 소식이 전국에서 열광적인 축제로 받아들여졌다. 영국의 역사가 이언 커쇼 경은 1936년 3월에 대해 "사람들은 기쁨에 겨워 어쩔 줄 몰랐다... 전염성 있는 기쁨의 분위기에 휩싸이지 않기란 거의 불가능했다"고 썼다. 1936년 봄 소파데에 대한 보고서는 노동계층 내 상당수의 전 사회민주당원과 나치 반대자도 재무장을 전적으로 승인했으며, 바이마르 공화국 시절 나치에 반대했던 많은 사람들이 이제 나치를 지지하기 시작했다고 언급했다.
재무장의 막대한 인기를 활용하기 위해 히틀러는 1936년 3월 29일 국민투표를 실시했고, 대다수의 독일 유권자는 재무장에 대한 지지를 표명했다. 찬성 투표를 요청하는 선거 유세장에서 히틀러는 베르사유 조약에 대한 그의 반항에 환호하는 엄청난 인파의 환영을 받았다. 커쇼는 국민투표에서 99%의 "예"(Ja) 투표율은 믿을 수 없을 정도로 높았지만, 재무장을 승인하는지에 대한 질문에 압도적인 다수의 유권자가 진정으로 찬성표를 던졌다는 것은 분명하다고 썼다.
재무장 이후, 나치 정권의 인기를 심각하게 훼손했던 경제 위기는 거의 모든 사람들에게 잊혀졌다. 라인란트 승리 이후, 히틀러의 자신감은 새로운 정점에 달했고, 그를 잘 아는 사람들은 1936년 3월 이후 히틀러가 이전에는 그러지 않았던 방식으로 자신의 무오류성에 완전히 확신하는 진정한 심리적 변화가 있었다고 말했다.

### 프랑스

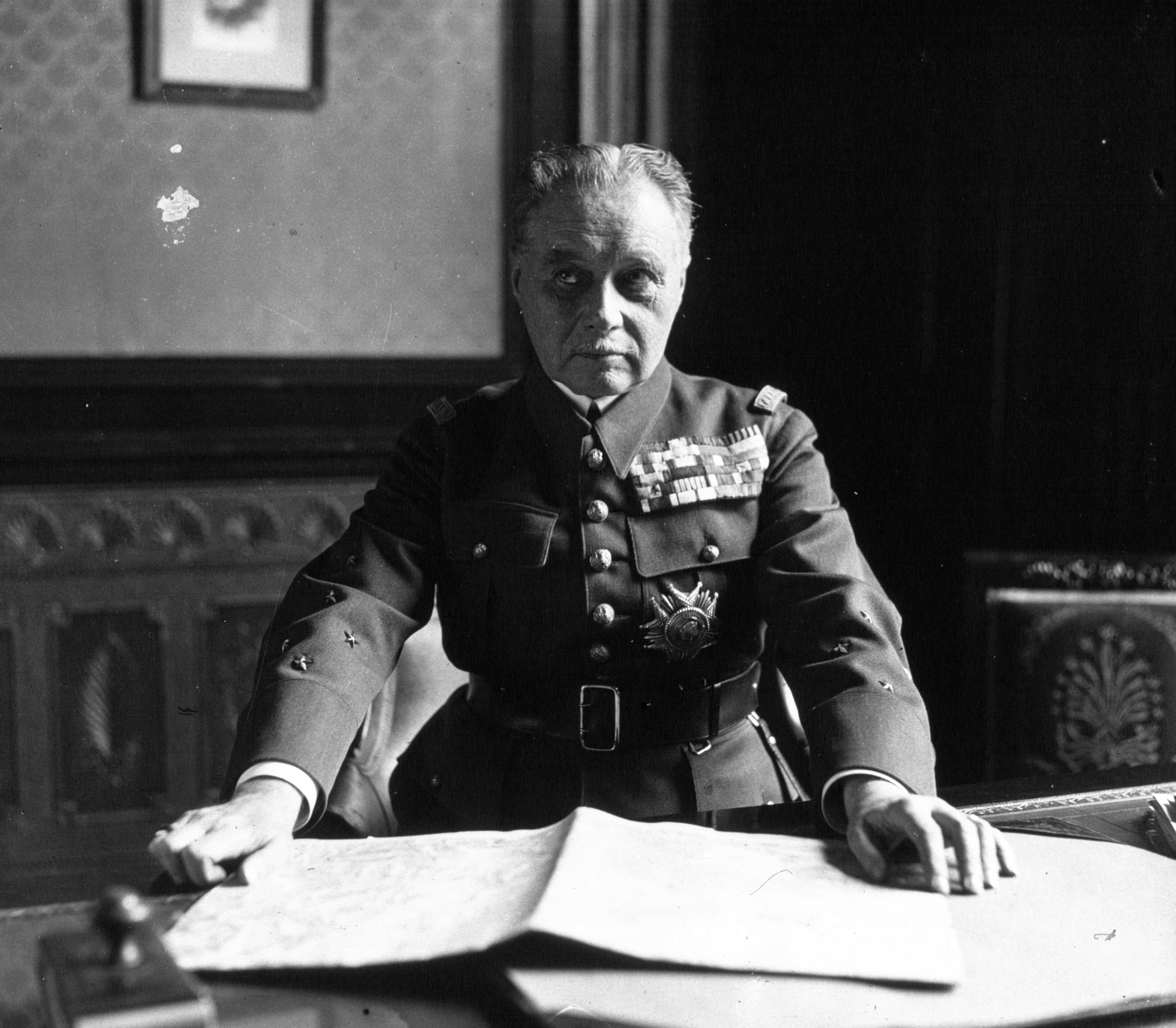
1936년 프랑스 최고사령관 모리스 가믈랭 장군

역사학계는 1936년 나치 독일에 의한 라인란트 재무장에 대한 프랑스의 대응을 서로 다르게 해석한다. 일부는 프랑스가 독일에 비해 우월한 군사력을 가지고 있었음에도 불구하고, 라인란트의 독일군 19개 대대에 비해 100개 사단을 보유하고 있었으므로 무력을 사용할 의지가 부족했다고 주장한다. 이러한 해석은 프랑스의 퇴폐가 의지력의 저하와 1940년의 궁극적인 패배로 이어졌다는 "퇴폐" 이론에 기여했다.
그러나 스티븐 A. 슈커와 같은 다른 역사학자는 프랑스 1차 자료에 접근한 후 이 견해에 이의를 제기한다. 그들은 경제적 제약과 군사적 분석이 프랑스의 망설임에 크게 영향을 미쳤다고 지적한다. 예를 들어, 모리스 가믈랭 장군은 프랑스 정부에 라인란트에서 독일에 도전하려면 총동원령이 필요하며, 이는 하루에 3천만 프랑이 들고 전면전으로 확대될 수도 있다고 보고했다. 프랑스 정보국인 되지엠 뷔로는 라인란트 주둔 독일군을 과대평가하여 상황을 더욱 복잡하게 만들었다.
게다가 프랑스는 1935년 말부터 1936년 초까지 금융 위기에 직면해 있었고, 이로 인해 프랑스 프랑화의 평가절하는 정치적으로 용납될 수 없었다. 이 위기는 독일의 재무장으로 인해 더욱 악화되었고, 독일과의 전쟁에 대한 투자자들의 우려로 인해 프랑스에서 대규모 현금 유출이 발생했다.
프랑스 공군의 상태도 또 다른 우려 사항이었다. 공군은 루프트바페에 비해 열등하다고 여겨졌고, 프랑스 항공 산업의 생산성 문제로 인해 전쟁 시 손실을 보충할 능력이 저해되었다. 프랑스의 "코르동 사니테르" 국가에 대한 의존은 프랑스의 대응을 더욱 복잡하게 만들었다. 오직 체코슬로바키아만이 프랑스가 라인란트에서 행동할 경우 독일에 맞서 전쟁을 벌이겠다고 확고히 약속했다.
프랑스 여론은 독일의 움직임에 적대적이었지만, 전쟁을 요구하는 목소리는 거의 없었다. 대부분의 프랑스 신문은 독일에 대한 국제연맹의 제재를 옹호했다. 프랑스 정부는 군사 행동을 암시하는 성명을 발표했지만, 결정은 영국과 이탈리아의 유사한 행동에 달려 있었다.
프랑스 외무장관 에티엔 플랑댕은 독일의 재무장에 맞서 영국의 약속을 확보하려 했다. 알베르 사로트 총리는 로카르노 조약의 보장을 유지하려는 프랑스의 의지를 선언했다. 프랑스는 국제연맹에 자국 군대를 제공했지만, 영국과 이탈리아도 마찬가지로 할 경우에만 그러겠다고 했다. 조르주 망델만이 라인란트에서 독일군을 축출하기 위한 즉각적인 군사 행동을 주장하는 유일한 프랑스 장관이었다.
플랑댕의 접근 방식은 영국으로부터 "대륙 약속"을 확보하여 영국 안보를 프랑스 안보와 연계하고 영국 지원을 얻는 것을 목표로 했다. 런던에서 플랑댕은 격분을 표출하며 프랑스의 전쟁 준비 태세를 암시했지만, 구체적인 안보 조치를 제공하는 데는 실패했다. 플랑댕의 전술에 대한 응답으로 영국은 영국 안보와 프랑스 안보를 연결하는 모호한 성명을 발표하고 제한적인 영불 참모 회담에 동의했으며, 이는 프랑스 정부 내 일부를 실망시켰다.
가믈랭은 프랑스가 행동한다면 영국의 지원이 필요하다고 경고했다. 프랑스 정부는 재정 위기와 다가오는 선거를 우려하여 프랑스군을 동원하지 않기로 결정했고, 이는 사실상 베르사유 조약을 통해 프랑스가 독일에 대해 가졌던 안보를 종식시켰다.

### 영국
영국의 반응은 엇갈렸지만, 일반적으로 재무장을 해로운 것으로 여기지 않았다. 로디언 경은 독일인들이 자기 뒷마당으로 걸어들어간 것에 불과하다고 말했다. 조지 버나드 쇼 또한 영국이 포츠머스를 재점령하는 것과 다를 바 없다고 주장했다. 3월 23일 일기에서 해럴드 니컬슨 의원은 "[하원]의 분위기는 전쟁을 두려워한다는 의미에서 매우 친독일적이다"라고 기록했다. 1936년 라인란트 위기 동안 라인란트 재무장에 항의하는 대중 집회나 시위는 어디에서도 열리지 않았고, 대신 영국이 위기를 해결하기 위해 전쟁을 사용하지 말 것을 요구하는 여러 "평화" 집회가 열렸다. 경제학자 존 메이너드 케인스가 1919년 베스트셀러 《평화의 경제적 결과》를 출판한 이래(케인스는 베르사유 조약을 앙심 품은 연합국이 부과한 견딜 수 없이 가혹한 카르타고식 평화로 묘사했다)영국 여론 내에서 점점 더 대다수가 베르사유 조약이 독일에 매우 "불공정"하다고 확신하게 되었다. 1936년 독일군이 라인란트로 다시 진군했을 때, 대다수의 영국인들은 히틀러가 "불공정한" 베르사유 조약을 위반한 것이 옳다고 믿었으며, "불공정한" 베르사유 조약을 지키기 위해 영국이 전쟁에 나서는 것은 도덕적으로 잘못된 일이라고 생각했다. 영국 전쟁장관 앨프레드 더프 쿠퍼는 3월 8일 독일 대사 레오폴트 폰 회쉬에게 다음과 같이 말했다. "영국 국민은 독일이 프랑스 영토에 침입할 경우 프랑스를 위해 싸울 준비가 되어 있었지만, 최근 라인란트 점령 때문에 무기를 들지는 않을 것이다. 국민들은 비무장 조항에 대해 잘 알지 못했으며, 대부분은 독일이 자국 영토를 재점령하는 것에 대해 '조금도 신경 쓰지 않는'다고 생각했을 것이다."

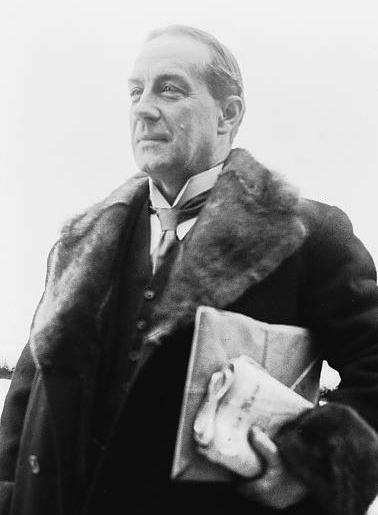
스탠리 볼드윈 총리, 미상 날짜

스탠리 볼드윈 총리는 영국이 조약 보장을 이행할 자원이 부족하며, 여론이 군사력을 지지하지 않을 것이라고 주장했다. 참모장위원회는 10년 규칙으로 인한 심각한 감축과 1934년에야 재무장이 시작되었기 때문에 독일과의 전쟁은 바람직하지 않다고 경고했으며, 전쟁 시 영국이 할 수 있는 최대치는 3주 준비 후 구식 장비를 갖춘 2개 사단을 프랑스에 파견하는 것뿐이라고 밝혔다. 화이트홀에서는 만약 영국이 독일과 전쟁을 벌인다면 일본이 전쟁을 이용하여 영국의 아시아 식민지를 점령할 수도 있다는 우려도 제기되었다.
영국 외무장관 앤서니 이든은 프랑스의 군사 행동에 반대하고 독일에 대한 금융 또는 경제 제재에 반대했다. 대신 그는 프랑스 대사 샤를 코르뱅을 만나 자제를 촉구했다. 이든은 독일이 라인란트에 상징적인 병력만 주둔시키고 재협상에 참여하는 것을 선호했다.
영국 정책의 중요한 요소는 자치령이 군사 행동을 지지하는 것을 주저했다는 점이다. 남아프리카와 캐나다 같은 자치령의 고등판무관은 라인란트의 비무장 지위 때문에 전쟁을 지지하지 않을 것이라고 시사했다. 역사가 거하드 와인버그는 3월 13일까지 남아프리카와 캐나다를 비롯한 자치령이 분쟁 시 영국을 지지하지 않을 것이 분명했다고 언급했다. 특히 남아프리카는 런던과 다른 자치령 수도에서 독일의 입장을 지지했다.
남아프리카 연방의 J. B. M. 헤르초그 총리와 캐나다의 윌리엄 라이언 매켄지 킹 총리는 모두 아프리카너와 프랑스계 캐나다인이라는 국내 반대 세력에 직면해 있었는데, 이들은 영국 영향 아래 독일과의 또 다른 전쟁에 저항했다. 두 지도자 모두 유화 정책을 그러한 갈등을 막는 방법으로 보았으며, 영국에 대한 충성과 국내의 반영 정서 해결 사이에서 선택하기를 원하지 않았다. 1922년 차나크 위기는 이미 영국에게 자치령의 지지가 보장되지 않는다는 것을 알게 했다. 1918년 승리에서 자치령이 중추적인 역할을 했음을 감안할 때, 영국은 그들의 지지 없이 또 다른 주요 전쟁에 참여하는 것을 경계했다.
영국 외무부는 런던이 협상할 것을 제안했던 것을 히틀러가 일방적으로 취한 행동에 대해 많은 불만을 표했다. 외무부 각서는 다음과 같이 불평했다. "히틀러는 우리가 독일에 대해 시작할 예정이었던 일반적인 협상에서 유용한 협상 카드가 될 수 있었던 양보를 그에게 할 가능성을 우리에게서 빼앗아갔다." 라인란트 위기는 3월 7일 히틀러의 연설에서 나온 제안이 독일과의 "일반적인 합의"의 근거가 된다고 믿었던 이든과 히틀러가 나쁜 의도로 협상하고 있다고 주장했던 밴시타트 간의 불화를 완성했다. 이든과 밴시타트는 이미 아비시니아 위기 동안 충돌했는데, 이든은 이탈리아에 대한 제재를 지지한 반면 밴시타트는 독일에 대한 동맹으로 이탈리아를 원했다. 밴시타트는 히틀러와의 "일반적인 합의" 가능성이 없으며, 할 수 있는 최선은 독일에 맞서 프랑스와의 관계를 강화하는 것이라고 주장했다. 독일혐오증을 가진 밴시타트는 항상 독일인을 싫어했고, 특히 문명에 위협이 된다고 보았던 나치를 싫어했다. 밴시타트는 영국 재무장이 막 시작되었기 때문에 라인란트 위기를 해소하려는 이든의 노력을 지지했지만, 프랑스에 대한 강렬한 프랑스 애호가였던 밴시타트는 정부에 이 위기를 프랑스와 독일 대항 군사 동맹을 형성할 기회로 삼을 것을 촉구했다. 1936년 봄까지 밴시타트는 독일과의 "일반적인 합의"가 불가능하며 히틀러가 세계 정복을 꾀하고 있다고 확신하게 되었다. 외무부 관리 오웬 오말리는 영국이 "동부에서 자유로운 손"(즉, 동유럽 전역에 대한 독일의 정복을 수용)을 독일에 주는 대신, 서유럽의 현상 유지에 대한 독일의 약속을 받는 것을 제안했다. 밴시타트는 이에 대해 히틀러가 세계 정복을 꾀하고 있으며, 독일이 동유럽 전역을 정복하도록 허용하면 독일이 영국 봉쇄에 면역이 될 만큼 충분한 원자재를 얻게 되어 독일이 서유럽을 휩쓸 수 있게 될 것이라고 썼다. 밴시타트는 독일이 동유럽을 정복하도록 허용하면 "유럽에서 자유와 민주주의가 사라질 것"이라고 언급했다. 대조적으로, 이든은 영국의 이익이 서유럽에만 국한된다고 보았고, 히틀러의 궁극적인 의도가 무엇일지에 대한 밴시타트의 믿음을 공유하지 않았다. 이든, 내각의 나머지 구성원 또는 대다수의 영국인도 동유럽에 대해 영국이 무관심할 여유가 없다는 밴시타트의 확신을 공유하지 않았다.
영국은 프랑스의 "자제" 대가로 프랑스와의 참모 회담에 동의했지만, 많은 영국 장관은 이 회담에 불만을 표했다. 내무장관 존 사이먼은 이든과 볼드윈에게 라인란트 재무장 이후 프랑스와 진행될 참모 회담이 프랑스로 하여금 다음과 같이 인식하게 할 것이라고 편지했다.
"그들은 우리가 너무 묶여 있어서 독일과의 논의가 결렬될 때까지 안전하게 기다릴 수 있다고 생각할 것이다. 그러한 상황에서 프랑스는 항상 그래왔듯이 이기적이고 고집스러울 것이며, 독일과의 합의 가능성은 점점 더 희미해질 것이다."

사이먼과 같은 반대에 대한 응답으로 영국은 프랑스와의 참모 회담을 시작한 지 5일 만에 중단했다. 영불 참모 회담은 1939년 1월 네덜란드 전쟁 공포의 여파로 1939년 2월까지 다시 열리지 않았다. 내각 내 반대 외에도 영불 참모 회담은 데이비드 로이드 조지와 비버브룩, 로더미어 언론의 맹렬한 비판을 불러일으켰는데, 데일리 메일이 사설에서 언급했듯이 "타인의 요청에 따라 우리를 어떤 전쟁에 휘말리게 할 군사 협정"에 대해 격분했다. 게다가 히틀러의 특별 대사인 요아힘 폰 리벤트로프는 볼드윈과 이든에게 독일이 영불 참모 회담을 치명적인 위협으로 간주하며, 회담이 계속되면 독일과의 "일반적인 합의"에 대한 모든 희망이 영원히 사라질 것이라고 경고했다. 그러나 영국 역사가 A. J. P. 테일러가 관찰했듯이, 영국 안보와 프랑스 안보를 연결하는 다소 모호하게 표현된 영국 성명은 영불 관계를 회복 불가능하게 손상시킬 수 있다는 우려 때문에 금지되지 않았다. 이는 프랑스가 독일과 전쟁에 휘말릴 경우, 1936년 3월 19일 성명 때문에 영국이 프랑스 편에서 싸워야 할 강력한 도덕적 근거가 최소한 존재한다는 것을 의미했다.
네빌 체임벌린이 1939년 3월 31일 폴란드 "보증"을 제안하는 성명을 발표할 때까지, 동유럽에 대한 영국의 안보 약속은 국제연맹 규약 외에는 없었다. 그러나 프랑스의 동유럽 동맹 시스템인 이른바 코르동 사니테르 때문에 독일이 프랑스의 동유럽 동맹국을 공격하면 프랑스-독일 전쟁이 발발할 것이고, 1936년 3월 19일 성명 때문에 프랑스-독일 전쟁은 프랑스 편에 영국 개입에 대한 강력한 압력을 야기할 것이었다. 이는 특히 로카르노 조약과 달리 영국이 독일의 공격 시에만 프랑스 방어에 참여하기로 약속했던 것과 달리, 3월 19일 영국의 성명이 가능한 한 모호하게 표현하려는 노력의 일환으로 영국의 안보를 프랑스 안보의 필수적인 국가적 필요로 간주한다고만 명시하고, 독일의 프랑스 공격과 프랑스가 코르동 사니테르 회원국에 대한 독일의 공격 시 독일과 전쟁하는 것을 구분하지 않았기 때문에 더욱 그러했다. 따라서 이러한 방식으로 1936년 3월 영국의 성명은 프랑스를 직접 방어하려는 영국 약속(극도로 모호한 언어로 표현되었지만)뿐만 아니라 간접적으로 코르동 사니테르의 동유럽 국가에도 영국의 약속을 제공했다. 이러한 방식으로 영국 정부는 1938년 중유럽 위기에 휘말리게 되었는데, 이는 1924년 프랑스-체코슬로바키아 동맹이 독일-체코슬로바키아 전쟁이 자동으로 프랑스-독일 전쟁으로 이어질 것을 의미했기 때문이다. 영국이 독일-체코슬로바키아 분쟁이 영국과 직접 관련이 없다는 광범위한 인식에도 불구하고 1938년 중유럽 위기에 개입한 것은 이러한 간접적인 안보 약속 때문이었다.
3월 12일 하원 외무위원회 회의에서 평의원인 보수당 의원 윈스턴 처칠은 프랑스가 라인란트 재무장에 대항할 수 있도록 국제연맹 하에 영불 협력을 주장했지만, 이는 결코 이루어지지 않았다. 4월 6일 처칠은 재무장에 대해 "프랑스 국경에 요새선을 건설하면 독일군이 그 선에서 병력을 절약할 수 있게 하고, 주력군이 벨기에와 네덜란드를 거쳐 돌아설 수 있게 할 것"이라고 말하며 프랑스 공방전을 정확하게 예측했다.

### 벨기에
벨기에는 1920년에 프랑스와 동맹을 맺었지만, 재무장 이후 벨기에는 다시 중립을 선택했다. 1936년 10월 14일 레오폴 3세는 연설에서 이렇게 말했다.
"라인란트의 재점령은 로카르노 협정을 종식시키면서 거의 전쟁 전 우리의 국제적 위치로 되돌려 놓았다... 우리는 배타적이고 전적으로 벨기에적인 정책을 따라야 한다. 이 정책은 오로지 이웃 국가들의 분쟁에서 우리를 벗어나게 하는 것을 목표로 해야 한다."

 독일 지도자가 영국이나 프랑스 어느 쪽도 벨기에의 중립을 침해하지 않을 것이라는 사실을 잘 알고 있었기 때문에, 벨기에의 중립 선언은 독일이 이제 프랑스 국경을 따라 지크프리트선을 건설하느라 바빴기 때문에 독일이 또 다른 전쟁을 시작할 경우 서쪽에서 연합군의 공세에 대한 위험이 더 이상 없다는 것을 효과적으로 의미했다. 대조적으로, 1914년 이전과 마찬가지로 독일 지도부는 벨기에의 중립을 침해하는 데 주저하지 않았다. 벨기에의 중립은 벨기에군과 다른 나라 군대 간에 참모 회담이 있을 수 없다는 것을 의미했고, 이는 1940년 독일군이 벨기에를 침공했을 때 벨기에군과 프랑스군, 영국군의 움직임을 조율하기 위한 계획이 전혀 없었음을 의미했으며, 이는 독일군에게 공세에서 선제권을 주었다.

### 폴란드
폴란드는 1921년에 체결된 프랑스-폴란드 군사 동맹을 준수하겠다고 발표했지만, 이 조약은 프랑스가 침공당했을 때만 폴란드가 프랑스를 지원한다고 명시하고 있었다. 동시에 폴란드 외무장관 유제프 베크는 프랑스 대사 레옹 노엘에게 프랑스-폴란드 동맹에 대한 그의 약속과 프랑스와 함께할 의지를 확신시키면서도, 독일 대사 한스-아돌프 폰 몰트케 백작에게는 독일이 프랑스를 침공할 계획이 없으므로 프랑스-폴란드 동맹은 발효되지 않을 것이며 프랑스가 행동하더라도 폴란드는 아무것도 하지 않을 것이라고 말했다. 베크는 몰트케에게 폴란드가 로카르노 조약에 서명하도록 허용되지 않았으므로 로카르노를 위해 전쟁에 나서지 않을 것이며, 1934년 독일-폴란드 불가침 조약의 설계자 중 한 명으로서 자신이 제국의 친구임을 강조했다. 베크는 3월 9일 몰트케에게 프랑스와 전쟁에 나서겠다는 자신의 약속은 독일군이 프랑스에 진입할 때만 발효되므로 "사실상 아무런 효과가 없다"고 말했다. 와인버그는 라인란트 위기 동안 베크의 "이중성", 즉 폴란드가 무엇을 할지에 대해 독일과 프랑스 대사에게 다른 말을 한 것이 "... 베크의 개인적인 평판에는 아무런 도움이 되지 않았고 폴란드에게 엄청난 위험을 수반했다..."고 썼다. 폴란드는 프랑스가 먼저 동원한다면 군대를 동원하는 것에 동의했지만, 국제연맹 이사회에서 재무장에 반대하는 투표는 기권했다.

### 미국
라인란트 위기 동안, 고립주의적 미국 정부는 아무것도 하지 않는 엄격한 "불간섭" 정책을 취했다. 위기 동안 프랭클린 D. 루스벨트 대통령은 유럽 위기에 대한 언론인들의 질문에 답하는 것을 피하기 위해 "외교적으로 편리한" 플로리다주로 장기간 낚시 여행을 떠났다. 미국 정부 내의 일반적인 정서는 베를린 주재 미국 무관 트루먼 스미스가 히틀러가 단지 유럽에서 프랑스의 지배를 끝내려 할 뿐 프랑스를 강국으로서 파괴하려 하지 않는다고 쓴 데서 드러났다. 스미스의 보고서는 다음과 같이 결론 내렸다. "베르사유는 죽었다. 아마도 독일의 대참사와 새로운 베르사유가 있을 수 있겠지만, 그것은 1920년 이후 유럽을 짓눌러온 어두운 그림자 같은 베르사유는 아닐 것이다."

### 소련
공개적으로 소련 정부는 독일의 쿠데타를 평화에 대한 위협으로 규탄하는 강경 노선을 취했다. 동시에 소련 외무인민위원 막심 리트비노프가 국제연맹 총회에서 집단안보를 칭찬하고 히틀러의 쿠데타에 반대할 것을 세계에 촉구하는 연설을 하는 동안, 베를린의 소련 외교관들은 독일 외무부의 동료에게 더 나은 상업 관계에 대한 바람을 말하고 있었는데, 이는 결국 더 나은 정치 관계로 이어질 수도 있었다. 재무장 직후 소련 총리 뱌체슬라프 몰로토프는 스위스 신문 르탕과의 인터뷰에서 소련이 독일과 더 나은 관계를 원한다는 힌트를 주었다. 1936년 4월, 소련은 독일-소련 무역 확대를 규정한 상업 조약을 독일과 체결했다. 소련이 독일과 전쟁을 벌이는 데 주요 문제는 공통된 독일-소련 국경이 없다는 점이었고, 이는 붉은 군대에게 폴란드와 루마니아 정부 모두로부터 통과권을 부여받아야 한다는 것을 의미했다. 국방군과의 교전에 대한 공언된 의지에도 불구하고, 나르코민델은 전쟁 시 폴란드와 루마니아와 통과권에 대해 협상하는 방식이 협상이 실패하기를 바라는 것처럼 보였고, 이는 독일과의 소련 강경 노선이 단지 허세에 불과했음을 시사한다. 루마니아인들과 특히 폴란드인들은 붉은 군대가 독일에 맞서 싸우러 자국에 진입할 수 있도록 통과권을 허용한다면 전쟁이 끝난 후에도 떠나지 않을까 하는 큰 두려움을 표현했으며, 나르코민델은 그 점에 대해 설득력 있는 재확신을 제공하지 못했다.

### 국제연맹
국제연맹 이사회가 런던에서 회의를 열었을 때, 독일에 대한 제재를 찬성한 유일한 대표는 소련의 막심 리트비노프였다. 독일은 더 이상 국제연맹 회원이 아니었지만, 리벤트로프는 3월 19일 국제연맹 총회에서 연설을 할 수 있었고, 그는 독일의 행동이 프랑스-소련 조약으로 인해 제국에 부과된 것이라고 정당화하려 했으며, 독일에 대한 제재 부과에 투표하는 국가에게 심각한 경제적 결과가 있을 것이라고 경고했다. 1936년까지 대공황으로 경제적 압박을 받던 동유럽, 스칸디나비아, 라틴 아메리카의 여러 나라는 경제를 유지하기 위해 독일과의 무역에 크게 의존하게 되었고, 이는 경제적인 이유만으로도 이들 국가 중 어느 나라도 독일의 심기를 건드리고 싶어하지 않았다는 것을 의미했다. 페데리코 파에스 에콰도르 대통령은 독일에 대한 제재 아이디어를 "터무니없는" 것이라고 선언하는 연설을 했다. 당시 영국 외무부는 영국, 프랑스, 루마니아, 벨기에, 체코슬로바키아, 소련만이 전 세계에서 독일에 제재를 가할 의사가 있는 국가라고 추정했다. 스웨덴, 덴마크, 노르웨이, 폴란드, 네덜란드, 그리스, 스위스, 터키, 칠레, 에스토니아, 포르투갈, 스페인, 핀란드 대사는 모두 독일에 대한 제재가 자국에게 "경제적 자살"이 될 것이라고 밝혔다. 이탈리아에 가해진 국제연맹 제재에 여전히 화가 나 있던 베니토 무솔리니는 라인란트 재무장에 대해 독일에 대한 어떤 제재에도 참여하지 않을 것임을 분명히 하는 연설을 했다. 1935년 가을, 영국은 국제연맹이 이탈리아에 제한적인 제재를 부과하도록 할 수 있었지만, 1936년 늦은 겨울에는 이탈리아 경제의 4배 규모였던 독일(전 세계 곳곳에 촉수를 뻗은 "경제 문어"였던 독일)에 광범위한 제재를 부과한다는 생각은 세계 나머지 국가들에게는 상상조차 할 수 없는 일이었다. 더욱이 제재가 효과를 발휘하려면 미국이 동참해야 했다. 1935년 미국 정부는 미국이 국제연맹 회원이 아니므로 이탈리아에 대한 국제연맹 제재를 따르지 않을 것이라고 선언했으며, 이는 미국이 독일에 대한 제재 부과에 동참할 것이라는 생각에 희망적인 전례가 되지 못했다. 아르헨티나는 미국이 동참하겠다고 약속할 경우에만 독일에 대한 제재에 찬성 투표를 하겠다고 선언했다. 이사회는 만장일치는 아니었지만, 재무장이 베르사유 조약과 로카르노 조약 위반이라고 선언했다. 히틀러는 유럽 안보를 위한 새로운 계획을 제안하도록 초청받았고, 그는 "유럽에서 영토적 주장이 없다"고 주장하며 영국과 프랑스와 25년 불가침 조약을 원한다고 응답했다. 그러나 영국 정부가 이 제안된 조약에 대해 추가로 문의했을 때, 답변을 받지 못했다.

## 여파
재무장은 힘의 균형을 독일 쪽으로 결정적으로 변화시켰다. 독일의 확장이나 침략에 맞서는 프랑스의 신뢰성은 의심의 여지가 있었다. 프랑스의 군사 전략은 전적으로 방어적이었으며 독일을 침공할 의도가 전혀 없었고 마지노선을 방어할 계획이었다. 프랑스가 라인란트에 단 한 개의 부대도 보내지 못한 것은 유럽의 나머지 국가에게 그 전략을 보여주었다.
동유럽의 잠재적 동맹국은 더 이상 프랑스와의 동맹을 신뢰할 수 없게 되었다. 프랑스는 침공 위협을 통해 독일을 저지할 수 있다고 신뢰할 수 없었고, 그러한 저지 없이는 동맹국들은 군사적으로 무력했다.
벨기에는 프랑스와의 방어 동맹을 포기하고 전쟁 중 중립에 다시 의존하기로 했다. 프랑스가 마지노선을 벨기에 국경까지 확장하지 않은 것은 독일이 1940년에 바로 그곳을 침공하도록 허용했다.
무솔리니는 독일의 확장에 맞서 싸웠지만, 이제 프랑스와의 협력이 가망이 없음을 깨닫고 독일 쪽으로 기울기 시작했다. 프랑스의 모든 동맹국은 실망했고, 심지어 교황 비오 11세도 프랑스 대사에게 "독일이 점령했던 지역에 20만 명의 병력을 즉시 진군시켰더라면, 당신은 모두에게 큰 호의를 베풀었을 것입니다"라고 말했다.
라인란트가 재무장되면서 독일은 지크프리트선 건설을 시작했고, 이는 독일이 코르동 사니테르 내 어떤 국가를 공격하더라도 프랑스가 침공을 위협할 수 있는 능력이 이제 제한되었음을 의미했다. 재무장이 세력 균형에 미친 영향이 너무 커서 체코슬로바키아 대통령 에드바르트 베네시는 프랑스와의 동맹을 포기하고 독일과의 화해를 모색하는 것까지 심각하게 고려했다. 그는 화해의 대가가 체코슬로바키아 독립의 실질적인 상실이 될 것이 분명해진 후에야 그 생각을 포기했다.
마찬가지로 카롤 2세 루마니아 국왕도 루마니아가 프랑스와의 동맹을 포기하고 자국이 프랑스에서 독일의 영향권으로 이동하는 것을 받아들여야 할지도 모른다고 결론 내렸다.

새로 프랑스 대사로 임명된 윌리엄 크리스천 불릿 주니어는 1936년 5월 독일을 방문하여 콘스탄틴 폰 노이라트 남작을 만났다. 1936년 5월 18일, 불릿은 프랭클린 D. 루스벨트 대통령에게 다음과 같이 보고했다. 
"노이라트는 독일 정부의 정책은 '라인란트가 소화될' 때까지 외교 문제에서 아무것도 적극적으로 하지 않는 것이라고 말했다. 그는 프랑스와 벨기에 국경에 독일 요새가 건설될 때까지 독일 정부는 오스트리아 나치의 봉기를 장려하기보다는 방지하기 위해 가능한 모든 조치를 취할 것이며 체코슬로바키아에 대해서는 조용한 노선을 추구할 것이라고 설명했다. 그는 '우리 요새가 건설되고 중앙 유럽 국가들이 프랑스가 마음대로 독일 영토에 들어갈 수 없다는 것을 깨달으면, 모든 그 국가들은 자신들의 외교 정책에 대해 매우 다르게 느끼기 시작할 것이며 새로운 정세가 발전할 것'이라고 말했다." 
1936년 6월 15일부터 20일까지 체코슬로바키아, 루마니아, 유고슬라비아의 소협상 참모총장이 변화된 국제 상황을 논의하기 위해 회의를 가졌다. 그들은 헝가리와의 전쟁에 대한 현재 계획을 유지하기로 결정했지만, 라인란트가 이제 재무장되었으므로 독일에 대한 전쟁 시 효과적인 프랑스 행동에 대한 희망이 거의 없다고 결론 내렸다. 회의는 이제 동유럽에 두 개의 강대국(독일과 소련)만이 존재하며, 최선을 다해 또 다른 전쟁을 피하는 것 외에는 희망이 없다는 결론으로 끝났는데, 이는 승패에 관계없이 소국의 독립 상실을 거의 확실하게 의미할 것이었다.
와인버그는 독일 엘리트 전체와 독일 국민의 상당수가 어떤 새로운 전쟁이든 독일에게만 이득이 될 것이며, 라인란트의 비무장 지위를 종식시키는 것은 새로운 전쟁을 시작하는 문을 열어주는 좋은 일일 뿐이라는 태도를 취했다고 썼다. 그는 이러한 태도가 심지어 좁은 독일의 관점에서 보더라도 극도로 근시안적이고 자멸적이며 어리석었다고 보았다. 와인버그는 독일이 1945년에 독립을 잃었고, 그 해 부과된 오데르-나이세선으로 인해 베르사유 조약 하에서보다 훨씬 더 많은 영토를 잃었다고 지적했다. 수백만 명의 사망자와 도시 파괴와 함께, 그는 독일의 관점에서 볼 때, 완전히 박살나고, 분할되고 점령된 새로운 전쟁을 시작하기보다는 베르사유 조약을 받아들이는 것이 최선이었을 것이라고 믿었다.

## 참고 문헌
- 코렐리 바넷. The Collapse of British Power, London: Pan, 2002.
- 브라이언 본드. "The Continental Commitment In British Strategy in the 1930s" pp. 197–208 from The Fascist Challenge and the Policy of Appeasement edited by 볼프강 몸젠 and Lothar Kettenacker, London: George Allen & Unwin, 1983, ISBN 0-04-940068-1.
- 앨런 불록. Hitler: A Study in Tyranny, London: Odhams, 1962.
- 장바티스트 뒤로셀. France and the Nazi Threat: The Collapse of French Diplomacy 1932–1939, New York: Enigma Books, 2004, ISBN 1929631154.
- Emmerson, J.T. The Rhineland Crisis 7 March 1936 A Study in Multilateral Diplomacy, Ames: Iowa State University Press, 1977.
- 리처드 J. 에반스. The Third Reich in Power, 1933 – 1939: How the Nazis Won Over the Hearts and Minds of a Nation (Penguin Books, 2012).
- 마틴 길버트. Churchill: A Life, London: Pimlico, 2000.
- Gilbert, Martin and 리처드 곳. The Appeasers, London: Phoenix Press, 2000.
- Hederson, S. N. "Hitler and the Rhineland, 1936." History Today 42.10 (1992): 15-21.
- John Heinemann. Hitler's First Foreign Minister: Konstantin Freiherr von Neurath, Diplomat and Statesman, Berkeley : University of California Press, 1979 ISBN 0-520-03442-2.
- Hochman, Jiri. The Soviet Union and the Failure of Collective Security 1934–1938. (1984)
- Hyde, Charles Cheney. 'Belgium and Neutrality', The American Journal of International Law, Vol. 31, No. 1. (January 1937), pp. 81–5.
- Kershaw, Ian. Hitler Hubris, New York: Norton, 1998. ISBN 978-0393320350.
- Kershaw, Ian. The Nazi Dictatorship: Problems and Perspectives of Interpretation, London: Arnold, 2000.
- Mack Smith, Denis. "Appeasement as a Factor in Mussolini's Foreign Policy" from The Fascist Challenge and the Policy of Appeasement edited by Wolfgang Mommsen and Lothar Kettenacker, London: George Allen & Unwin, 1983.
- Medlicott, W.N. Britain and Germany: The Search For Agreement 1930–1937, London: Athlone Press, 1969.
- Nicolson, Harold. The Harold Nicolson Diaries: 1919–1964, London: Weidenfeld & Nicolson, 2004.
- Offner, Arnold. "The United States and National Socialist Germany" pages 413–427 from The Fascist Challenge and the Policy of Appeasement edited by Wolfgang Mommsen and Lothar Kettenacker, George Allen & Unwin: London, United Kingdom, 1983.
- Parker, R.A.C. "The First Capitulation: France and the Rhineland Crisis of 1936" pages 355–373 from World Politics, Volume 8, Issue # 3, April 1956.
- Parker, R.A.C. "Alternatives to Appeasement" pp. 206–21 from The Origins of The Second World War edited by Patrick Finney Edward Arnold: London, United Kingdom, 1997.
- Ripsman, Norrin M., and Jack S. Levy. "The preventive war that never happened: Britain, France, and the rise of Germany in the 1930s." Security Studies 16.1 (2007): 32-67 online
- Roi, Michael Lawrence. Alternative to Appeasement: Sir Robert Vansittart and Alliance Diplomacy, 1934–1937, Westport: Greenwood, 1997.
- Schuker, Stephen. "France and the Remilitarization of the Rhineland, 1936" pp. 206–21 from The Origins of the Second World War edited by Patrick Finney, London: Arnold Press, London, 1997. ISBN 0-340-67640-X.
- Schuker, Stephen. "The End of Versailles" pages 38–56 from The Origins of the Second World War Reconsidered: A.J.P. Taylor And The Historians edited by Gordon Martel, London: Routledge: 1999.
- Shirer, William. The Rise and Fall of the Third Reich, New York: Viking.
- Shore, Zach. "Hitler, Intelligence and the Decision to Remilitarize the Rhine" pages 5–18 from Journal of Contemporary History, Volume 34, Issue #1, January 1999.
- A. J. P. 테일러. The Origins of the Second World War, London: Penguin, 1976.
- Toynbee, Arnold J. Survey Of Inteenational Affairs: 1935 Volume I (1937) pp 352–69 online
- Watt, D.C. "The Reoccupation of the Rhineland" History Today (April 1956) 6#4 pp 244–251
- 거하드 와인버그. The Foreign Policy of Hitler's Germany Diplomatic Revolution in Europe 1933–36, Chicago: University of Chicago Press, 1970.
- Weinberg, Gerhard. Hitler's Foreign Policy 1933–1939: The Road to World War II, New York, Enigma Books, 2013.
- 로버트 J. 영. In Command of France; French Foreign Policy and Military Planning, 1933–1940, Cambridge: Harvard University Press, 1978, ISBN 0-674-44536-8.
- Young, Robert. France and the Origins of the Second World War, New York: St. Martin's Press, 1996, ISBN 0312161867.